# Ридван Ћазими
Ридван Ћазими (алб. Ridvan Qazimi; 1964—2001), познатији под надимком Командант Леши, био је албански предузетник, добровољац и један од команданата терористичке организације Ослободилачке војске Прешева, Медвеђе и Бујановца (ОВПМБ). Током сукоба на југу Србије био је један од 4 команданта ОВПМБ и командовао је 112. бригадом.

## Биографија
Рођен је 4. априла 1964. године у Бујановцу. Дипломирао је машинство, али је радио као кројач и био власник бутика у Бујановцу. Отац је четворо деце. Учествовао је у борбама на подручју Хрватске и БиХ ратујући против Срба, а борио се и у редовима Ослободилачке војске Косова, где је био под командом Адема Јашарија, чију је слику држао у свом штабу у Кончуљу. Уз Шефкета Муслијуа, Мухамеда Џемајлија и Мустафу Шаћирија командовао је ОВПМБ 1999−2001. године, учествовао у многим терористичким нападима и био шеф преговарачке делегације ОВПМБ у свим разговорима. Међу терористима је био познат као капетан Леши. Био је задужен за сектор Центар ОВПМБ који је обухватао села Брезницу, Мали и Велики Трновац, Добросин, Кончуљ и Лучане (зона око регионалног пута Бујановац - Гњилане). Команда његовог сектора је била у селу Велики Трновац. Командовао је групом од 600 до 700 терориста (112. бригада) која је извршила највише терористичких напада током сукоба на југу Србије. Пред крај сукоба најавио је да ће последњи предати оружје, али да ће га ипак предати. Тада је упозорио и да ће ОВПМБ жестоко одговорити на сваку провокацију од стране српских снага приликом уласка у Копнену зону безбедности.

## Погибија
У оквиру плана за повратак Војске Југославије у Копнену зону безбедности, команданти ОВПМБ Шефкет Муслију, Ридван Ћазими-Леши и Мустафа Шаћири су 21. маја у Кончуљу, у присуству Шона Саливена, шефа канцеларије НАТО-а за Југославију, потписали споразум о мирној демобилизацији ОВПМБ. По том споразуму ВЈ је требало да уђе у сектор Б Копнене Зоне Безбедности до 31. маја 2001. године.
Ћазими је погинуо свега три дана након тога, 24. маја 2001. године током сукоба ОВПМБ и Здружених снага безбедности на брду Гури гат (Црни камен) код Великог Трновца који је трајао од 11.30 до 15.00 часова. Убијен је снајперским хицем.

## Након погибије
На улазу у Велики Трновац после сукоба локални Албанци су му подигли монументални споменик 2002. године. Веома је поштован код Албанаца на југу Србије, а у његову част се сваке године одржава четвородневна манифестација Дани команданта Лешија. Добио је и свој музеј који је отворен 26. новембра 2012. године у Великом Трновцу. Подигли су га локални Албанци уз помоћ албанске дијаспоре. У њему су изложене личне ствари капетана Лешија - фотографије, униформа, оружје као и џип у коме је убијен.
Албански репер из Прешева Голд АГ му је посветио песму Командант.